# Paul Krabbe
Paul Krabbe (Losser, 19 september 1956) is een Nederlands voetbaltrainer en voormalig voetballer.
Krabbe voetbalde in zijn jeugd voor amateurclub KVV Losser. In 1973 werd hij ingelijfd door FC Twente, waar hij voornamelijk in de jeugd speelde. Op 15 mei 1976 maakte hij zijn debuut voor Twente, in een thuiswedstrijd tegen Telstar. Het seizoen daarop speelde hij zijn tweede en laatste wedstrijd voor Twente, thuis tegen Go Ahead Eagles. Wel zat Krabbe geregeld op de reservebank.
Krabbe vertrok in seizoen 1978/79 naar SC Heracles. In december 1979 stopte hij met zijn profcarrière vanwege een blessure die hij in zijn tijd bij Twente opliep. Hij keerde terug bij KVV Losser en werd naast speler jeugdtrainer. 
Krabbe volgde de trainersopleiding en werd na voltooiing trainer van Hoofdklasser Sportclub Enschede. 
Later trainde hij KVV Losser, Quick '20 en HSC '21, waar hij in 1999 algeheel landskampioen mee werd. 
In het seizoen 2001/2002 was hij trainer van FC Zwolle en won met deze club de titel in de Eerste divisie. Desondanks besloot Krabbe om niet verder te gaan. Krabbe ging vervolgens werken als accountmanager en was als trainer achtereenvolgens actief voor STEVO (promotie naar de Hoofdklasse), SC Enschede, (kampioen en promotie naar de Hoofdklasse) en HSC '21. 
In 2008 toonde Eerste-divisionist FC Eindhoven interesse, maar Krabbe koos ervoor om bij HSC '21 te blijven. 
In oktober 2008 werd Krabbe aangesteld als trainer van FC Emmen, waar hij de ontslagen Gerry Hamstra opvolgde. Dit zou ook zijn laatste seizoen worden. Krabbe vertrok bij FC Emmen en keerde terug op het oude nest bij HSC '21. 
In mei 2011 werd hij met de Haaksbergenaren kampioen in de zondaghoofdklasse C en promoveerde hij naar de Topklasse. Met ingang van het seizoen 2012/2013 maakte Krabbe de overstap naar SVZW uit Wierden, dat uitkomt in de Zaterdag Hoofdklasse C. 
Op 9 april 2014 kwam er een einde aan zijn dienstverband, nadat hij wegens tegenvallende resultaten werd ontslagen. Na geruime tijd niet actief te zijn geweest in de voetballerij, keerde Krabbe in het seizoen 2016/2017 terug bij zijn oude liefde Sportclub Enschede als hoofdtrainer. 
Na afloop van het seizoen 2017/2018 besloot Krabbe zijn trainerscarrière te beëindigen. In het daaropvolgende seizoen (2018/2019) werd Krabbe assistent van trainer Jeroen Kiepman bij zondag 3e klasser VV Victoria '28 uit Enschede. Uiteindelijk begon het bloed weer te kruipen waar het niet gaan kan. In het seizoen 2019/2020 was Krabbe de eindverantwoordelijke bij zondag 2e klasser FC Suryoye/Mediterraneo.
In november 2023 verscheen het boek "Ieder Uur" van auteur Peter Eidhof over de succesvolle trainerscarrière van Paul Krabbe.
In januari 2024 keerde hij terug op het oude nest bij SV Losser, voorheen KVV Losser. SV Losser is een fusieclub samen met AJC'96 uit Losser.

## Carrièrestatistieken
| Seizoen         | Club            | Land            | Competitie      | Competitie | Competitie | Beker | Beker | Internationaal | Internationaal | Overig | Overig | Totaal | Totaal |
| Seizoen         | Club            | Land            | Competitie      | Wed.       | Dlp.       | Wed.  | Dlp.  | Wed.           | Dlp.           | Wed.   | Dlp.   | Wed.   | Dlp.   |
| --------------- | --------------- | --------------- | --------------- | ---------- | ---------- | ----- | ----- | -------------- | -------------- | ------ | ------ | ------ | ------ |
| 1976/77         | FC Twente       | Nederland       | Eredivisie      | –          | –          | –     | –     | –              | –              | –      | –      | –      | –      |
| 1977/78         | FC Twente       | Nederland       | Eredivisie      | –          | –          | –     | –     | –              | –              | –      | –      | –      | –      |
| 1978/79         | SC Heracles     | Nederland       | Eerste divisie  | –          | –          | –     | –     | –              | –              | –      | –      | –      | –      |
| 1979/80         | SC Heracles     | Nederland       | Eerste divisie  | –          | –          | –     | –     | –              | –              | –      | –      | –      | –      |
| Carrière totaal | Carrière totaal | Carrière totaal | Carrière totaal | –          | –          | –     | –     | –              | –              | –      | –      | –      | –      |

## Erelijst

### MetSportclub Enschede
| Nationaal           |    |         |
| Eerste klasse       | 1x | 2005/06 |
| Districtsbeker Oost | 1x | 1991/92 |

### MetHSC '21
| Nationaal                |    |                  |
| Algemeen amateurkampioen | 1x | 1998/99          |
| Afdelingskampioen        | 1x | 1998/99          |
| Hoofdklasse              | 2x | 1998/99, 2010/11 |
| Districtsbeker Oost      | 1x | 1999/00          |

### MetFC Zwolle
| Nationaal      |    |         |
| Eerste divisie | 1x | 2001/02 |